# 前川千帆
前川 千帆（まえかわ せんぱん、1888年10月5日 - 1960年11月17日）は日本の版画家、漫画家。日本版画協会創立時（1931年）から会員で、毎年、同展に出品し、同協会の相談役も務めた。日版会の創立者の1人、日展会員。

## 来歴
1888年、京都市に石田政七の三男に生まれる。名は重三郎。1904年に父が死去すると、母方の親戚の前川氏を名乗る。関西美術院で浅井忠、鹿子木孟郎に洋画を学ぶ。その後、上京して東京パック社（北沢楽天主宰）に勤めたのち読売新聞社に入社、『京城日報』（大正4年–同6年）を経て、1918年にはふたたび読売新聞社に入社、『國民新聞』に移って漫画をもっぱら描き、次第に漫画家として認められる。その傍ら、木版画を製作、1919年には第1回日本創作版画協会展に「病める猫」を出品している。同展第4回（昭和11年）に出展し会員となる。
その持ち味は飄逸（ひょういつ）な画風にあり、人々の生活に取材した風景画などは個性的で、日展や帝展にも作品を出品している。1960年10月に東京女子医科大学病院（東京）で幽門狭窄の術後、11月に再手術を受け、同月17日に心臓衰弱により没した。

## 私生活
1937年（昭和12年）、関東大震災で焼け出され再び読売新聞社に入社すると、連続漫画「あわてものの熊さん」の執筆を始める。1945年（昭和20年）4月には岡山県久米郡に疎開し、戦後1950年4月には上京して杉並区に住まいを構えた。

## 作品
- 「雪の余呉湖」 木版画 1924年
- 「あわてものの熊さん」 新聞漫画[2]
- 「梅林」 木版画 1927年（昭和2年）
- 第4回創作版画協会展「温泉（別所）」「郊外風景」その他を出品 1936年（昭和11年）
- 「軽井沢外人街」 木版画
- 「日本の民俗図譜 浦佐の裸祭り」 木版画 1946年、ボストン美術館所蔵

### 主な展覧会
帝展
版画の出展を認めた1927年から出品。
- 第8回「国境の停車場」 木版画 （1927年）
- 第12回「屋上展望」 1931年（昭和6年）

春陽会展
- 第9回「登山軌道」など出品（1931年）

新版画展
- 「庄内の女」「かくまきの女」その他 （1942年）

文展
- 第7回「紙漉場」 （1913年）大正2年
- 第9回「訓練」 （1915年）大正4年

## 主な著作
発行年順。常用漢字で記す。
- 『版画浴泉譜』（アオイ書房、1941）20回完成。NCID BN14342937
  - 『版画浴泉譜』（龍星閣、1954）NCID BN13898917　1944年に20回完成。
- 『続版画浴泉譜』全1巻、OCLC 1330717622
- 『続続–浴泉譜』（1952）全1巻、OCLC 1330719030。
- 山崎 斌、前川 千帆『竹青集』（草木屋出版部、1941）NCID BN10085672
- 前川 千帆『新野外小品』（アオイ書房〈『書窓』版画帖十連聚 その4〉、1942）NCID BB0240018X
- 前川 千帆『童心』（〈鶴文庫〉、1948）NCID BB01365935
- 前川 千帆（1888〜) 『阿寒往復』（北海道豆本の会〈ゑぞ・豆本 第21号〉、1958）NCID BC18242493
- 前川 千帆、山崎 斌『前川千帆 : 版画を中心にしてのその画業その他』限定版（月明会出版部、1962）NCID BB03405600

展覧会図録
- 小川 治平、前川 千帆、『世界新漫画鳥瞰図』大澤米造 編（国際情報社〈国際写真情報 第3巻第1号＝新年特別附録〉1924） NCID BB14314041。地図資料: [縮尺決定不能]。内匡: 71×103cm。「国際情報社編輯局案」。
  - 福井県文書館〈矢尾真雄家文書〉《制限あり》 : デジタルアーカイブ福井。
- 小杉 放庵、木村 荘八、前川 千帆、藤井 浩祐『近代作家の回顧 : 小杉放庵 木村荘八 前川千帆 藤井浩祐』（国立近代美術館 編・刊、1965）NCID BA3296216X
- 前川 千帆『前川千帆 : 女性シリーズ版画展』（東邦画廊 編・刊、1970）NCID BD04550111
- 前川 千帆『前川千帆名作展 : 平木浮世絵財団』（リッカー美術館 編・刊、1977）NCID BN05228351
- 織田 一磨、恩地 孝四郎、川西 英、川上 澄生、谷中 安規、永瀬 義郎、平塚 運一、前川 千帆、山本 鼎、吉田 博『近代日本創作版画10人展』（町田市立博物館、1979）NCID BD07847580
- 前川 千帆 作『前川千帆展 : 平木コレクションによる』西山 純子 編（千葉市美術館 編・刊、2021）NCID BC08485229